# Mosul

Mapa miasta z zaznaczoną rzeką Tygrys, dzielącą je na część wschodnią i zachodnią

Mosul (arab. الموصل, Al-Mawṣil; kurd. مووسڵ, Musll) – miasto w północnym Iraku, stolica muhafazy Niniwa.
Mosul leży nad Tygrysem, około 350 km na północny zachód od Bagdadu; jest największym miastem w kraju pod względem powierzchni po Bagdadzie i Basrze.

## Historia

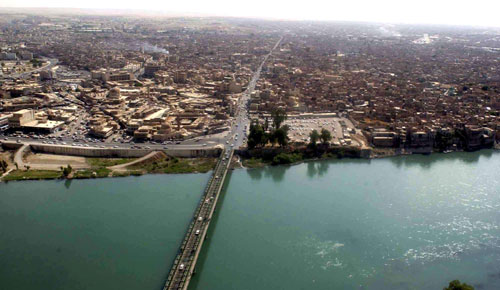
Rzeka Tygrys w Mosulu

Przed podbojem tych terenów przez muzułmanów w VII wieku, starożytne miasto Niniwa było przez wiele wieków chrześcijańskie, odkąd Asyryjczycy w I i II wieku przyjęli nową wiarę.
Na miejscu starożytnej osady w VII wieku Arabowie zbudowali miasto, które w VIII wieku stało się głównym miastem Mezopotamii. W następnych stuleciach Mosul należał do lokalnych dynastii (emirat Mosulu). W latach 1535–1918 należał do Imperium Osmańskiego. W latach 1918–1926 trwał turecko-brytyjski konflikt (zwany mosulskim), po którym Mosul przyłączono do Iraku.
W 1959 roku doszło tu do zamieszek, podczas których starli się zwolennicy i przeciwnicy rządu.
22 lipca 2003 roku, w czasie drugiej wojny w Zatoce Perskiej, koalicja USA zdobyła Mosul. Często wybuchały wtedy powstania antyamerykańskie. Wielu ludzi ginęło także w licznych zamachach, prowadzonych przez przeciwników inwazji.
W czerwcu 2014 w wyniku ataku ekstremistów Mosul został zajęty przez Islamskie Państwo w Iraku i Lewancie (ISIS). Doszło do licznych zbrodni oraz wygnania mniejszości religijnych i etnicznych z miasta, a także celowego niszczenia zabytków, m.in. starożytnych księgozbiorów w bibliotece oraz posągów w muzeum.
Armia iracka w październiku 2016 roku rozpoczęła ofensywę w celu odbicia miasta z rąk dżihadystów, kontynuowaną w kolejnym roku, która zakończyła się wyzwoleniem miasta w lipcu.

## Zabytki
Najważniejszym zabytkiem miasta są resztki średniowiecznego miasta z murami obronnymi (XII–XIII, XVII w.) z siedmioma bramami. Ponadto są tu ruiny pałacu sułtańskiego (XIII w.), meczety (XII–XIII w.) i mauzolea grobowe (XIII w.). W XIII–XIV w. wykonywano tu tak zwane brązy mosulskie o bogatej inkrustowanej dekoracji figuralnej. Niedaleko miasta, na lewym brzegu Tygrysu, leżą ruiny starożytnego miasta Niniwa.
W 1964 r. W.F. Macomber odkrył w kościele parafialnym Mar⁾Ešà⁽ya (św. Izajasza) najstarszy tekst anafory świętych Addaja i Mariego – uznawanej za jedno z najstarszych istniejących świadectw liturgii Eucharystii chrześcijańskiej. Najstarsze części anafory oceniane są na III wiek.

## Gospodarka
Mosul to ważny ośrodek przemysłowy i handlowy. Leży w regionie wydobycia ropy naftowej, zwanym zagłębiem mosulskim. W mieście znajduje się rafineria ropy naftowej. Ponadto rozwinął się przemysł włókienniczy (zwłaszcza wełniany oraz produkcja muślinu – nazwa od Mosulu), spożywczy (głównie cukrowniczy), cementowy, skórzany, chemiczny.
Jest to węzeł komunikacyjny. Ma połączenie kolejowe i drogowe z Bagdadem i Turcją, ponadto zbudowano tu port lotniczy.

## Oświata
Znajduje się tu publiczna uczelnia wyższa – Uniwersytet w Mosulu.

## Sport
W mieście znajduje się Al Mosul University Stadium, na którym rozgrywano mecze piłki nożnej.

## Religia
Większość mieszkańców Mosulu stanowili na początku XX wieku muzułmanie; byli tam także chrześcijanie różnych obrządków, mieszkający głównie w centrum miasta. Inne wyznawane wtedy religie to jezydyzm, jarsanizm i mandaizm.
W 1790 ustanowiona została tu archieparchia Kościoła katolickiego obrządku syryjskiego, a w 1967 archieparchia Kościoła chaldejskiego.
Mimo instytucjonalnych prześladowań etnicznych ze strony różnych sił politycznych, jak np. reżimu partii Baas, Mosul był przez wiele lat wielokulturową i wieloreligijną mozaiką. Mosul zamieszkiwała również ludność żydowska, jednak, jak większość irakijskich Żydów, wyjechali oni w latach 1950–1951.